# Lightnin’ Hopkins

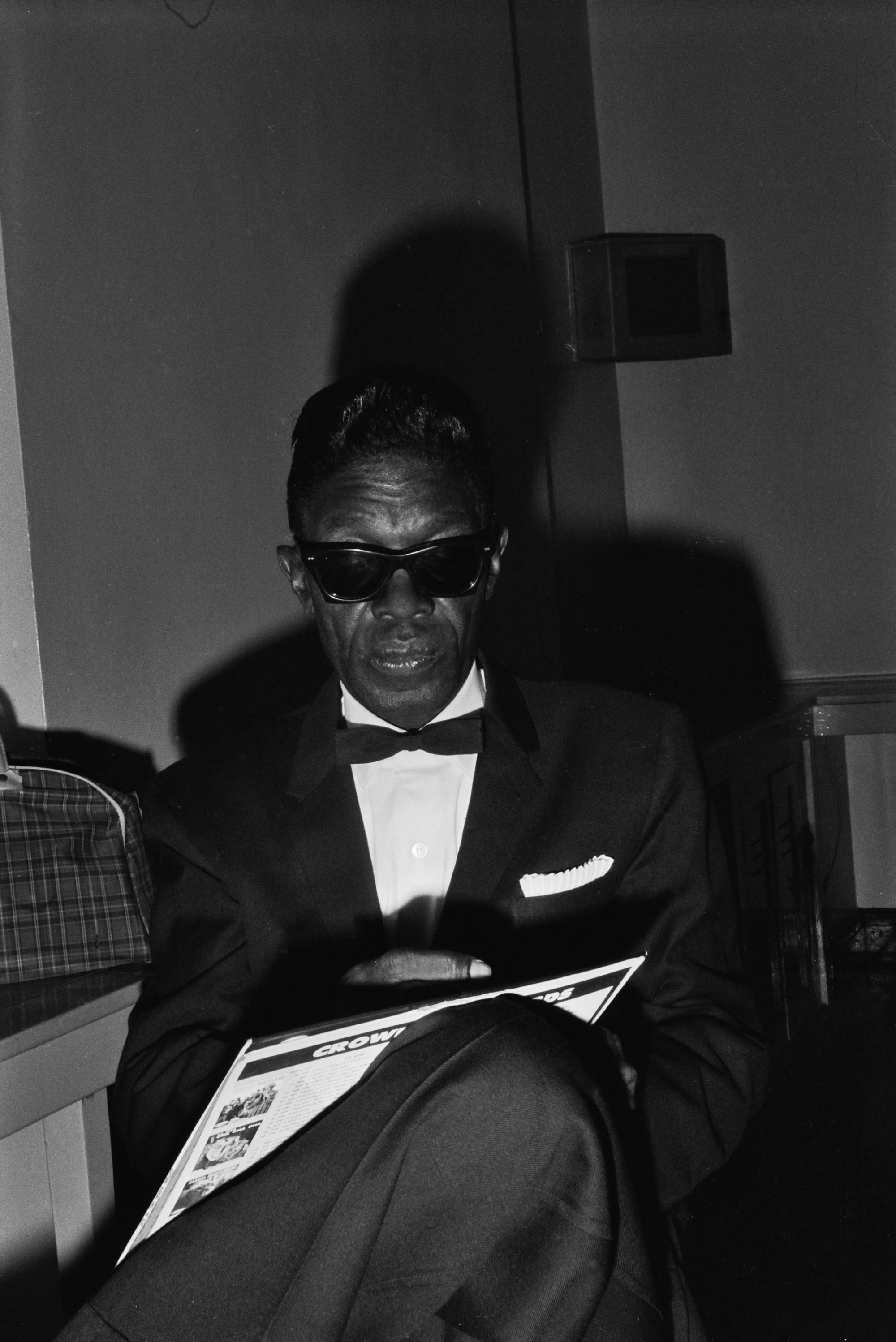
Lightnin’ Hopkins

Sam Hopkins, bekannt unter dem Künstlernamen Lightnin’ Hopkins (* 15. März 1912 in Centerville, Texas; † 30. Januar 1982 in Houston, Texas) war ein US-amerikanischer Blues-Sänger und -Gitarrist. Er gilt als einflussreicher Vertreter des Texas Blues.

## Leben
Hopkins stammte aus einer musikalischen Familie: Zwei ältere Brüder, Joel und John Henry, waren ebenfalls Bluesgitarristen, die Mitte der 1960er Jahre eine LP auf Arhoolie Records veröffentlichten. Den Blues lernte Hopkins in Buffalo, Texas, von Blind Lemon Jefferson und dem Country-Blues-Sänger Alger „Texas“ Alexander, angeblich seinem Cousin, mit dem er von Lola Anne Cullum von Aladdin Records in Los Angeles entdeckt wurde. Seinen Spitznamen „Lightnin’“ bekam er, als er 1946 mit dem Pianisten Thunder Smith Aufnahmen machte. Kleinere Hits in den R&B-Charts hatte er mit Tim Moore’s Farm und T-Model Blues. Hopkins nahm für viele Plattenfirmen (Modern, Ace und anderen) auf, in den 1960er Jahren vor allem LPs bei Arhoolie und Prestige – meist mit Schlagzeug und Bass. Sonny Terry beteiligte ihn 1963 an seiner Produktion Sonny Is King. 1964 nahm Hopkins am American Folk Blues Festival, einer Tournee durch Europa, teil.
Mitte der 1960er Jahre spielte Hopkins auf dem Newport Folk Festival mit dem Schlagzeuger Sam Lay. Diese Aufnahmen erschienen zum Teil auf Vanguard Records. Ende der 1960er-Jahre drehte der Dokumentarfilmer Les Blank den Film The Blues According to Lightning Hopkins mit Mance Lipscomb und dem Blues-Harp-Spieler Billy Bizor (1913–1969), der ein Cousin von Hopkins war und ihn bei einigen „Prestige Records“ Studio-Sessions in den frühen 1960er Jahren begleitete. Zwei Jahre später, 1970, wurde ein britischer Film mit Hopkins gedreht: Blues Like Showers. Ein Autounfall in den 1970er Jahren beeinträchtigte seine Gesundheit, trotzdem tourte er weiter in Amerika und Europa. 1976 spielte er beim New Orleans Blues & Jazz Festival – dieser Auftritt erschien zum Teil auf einem Doppelalbum.
In den 1980er Jahren erkrankte Hopkins an Lungen- und Kehlkopf-Krebs, so dass er unter anderem seinen Auftritt beim Münchner Blues und Jazzfestival 1981 absagen musste und stattdessen sein Cousin Albert Collins für ihn einsprang.

## Musik
Vorrangig spielte Hopkins eine akustische Gitarre (häufig von der Firma Gibson), die er mit einem Tonabnehmer elektrisch verstärkte. Seit den 1970er Jahren spielte er meist eine E-Gitarre, oft eine Fender Stratocaster, aber auch eine Halb-Resonanzgitarre der Firma Gibson. In der Regel spielte er in der Tonart E-Dur auf einer standardgestimmten Gitarre mit einem Daumenpick. In einigen anderen Liedern spielte Hopkins auch in der ersten Lage in der Tonart C-Dur – meist hatten diese Songs dann eher einen Folk- als Blues-Charakter. In diesen Liedern zupfte Hopkins einen Wechselbass auf seiner Gitarre, während er seine Bluessongs mit einem Walking Bass oder den jeweiligen Grundton des Akkords begleitete. Außer der Gitarre, die neben dem Gesang sein Hauptinstrument war, spielte Hopkins auch Piano und Orgel.
Hopkins war ein eigenwilliger Musiker, was Taktmaß und Harmonieschemen betraf. Dies hatte seinen Ursprung darin, dass sein bereits erwähnter Cousin Texas Alexander sich ebenfalls an keinerlei Regeln hielt, zumal dieser nur Sänger war. So war es für viele Begleitmusiker nicht immer einfach, Hopkins adäquat zu unterstützen.
Er beeinflusste vor allem Buddy Guy, Louisiana Red, Wild Child Butler und Jimmie Vaughan, aber auch den Singer-Songwriter Townes Van Zandt, der häufig bei seinen Konzerten Lieder von Hopkins spielte, und den texanischen Rockabilly-Musiker Sonny Fisher. Ein nach Hopkins benannter Song wurde von R.E.M. auf ihrem Album Document veröffentlicht.
1980 wurde Sam Lightnin’ Hopkins in die Blues Hall of Fame aufgenommen.

## Diskografie
- 1959 – Lightnin’ Hopkins Strums the Blues (Score)

- 1959 – Lightnin’ Hopkins (Folkways)
- 1959 – Lightnin’ and the Blues (Herald)
- 1960 – Country Blues (Tradition Records)
- 1960 – Mojo Hand (Fire Records)
- 1960 – Lightnin’ (Bluesville)
- 1960 – Lightnin’ In New York (Candid Records)
- 1961 – Autobiography in Blues (Tradition)
- 1961 – Blues in My Bottle (Bluesville)
- 1961 – Last Night Blues (Bluesville Records)
- 1962 – Walkin’ This Road By Myself (Bluesville)
- 1962 – Lightnin’ and Co. (Bluesville)
- 1962 – Lightnin’ Strikes (Vee-Jay Records)
- 1963 – Blues Hoot (Vee-Jay Records; live at The Ash Grove 1961 with Sonny Terry, Brownie McGhee, and Big Joe Williams)
- 1963 – Smokes Like Lightnin’ (Bluesville)
- 1963 – Goin’ Away (Bluesville)
- 1964 – Down Home Blues (Bluesville)
- 1965 – Hootin’ the Blues (Bluesville)
- 1965 – Lightnin’ Strikes (Tradition)
- 1965 – The Roots of Lightnin’ Hopkins (Verve Folkways)
- 1966 – Soul Blues (Bluesville)
- 1967 – My Life in the Blues (Bluesville)
- 1967 – Original Folk Blues (Kent Records)
- 1967 – Lightnin’! (Arhoolie Records)
- 1968 – Freeform Patterns (International Artists)
- 1969 – California Mudslide (and Earthquake)
- 1971 – Dirty Blues
- 1991 – Swarthmore Concert Live, 1964
- 1991 – Sittin’ in with Lightnin’ Hopkins (Mainstream Records)
- 1991 – The Hopkins Bros. (Arhoolie Records, with his Brothers Joel and John Henry)
- 1992 – Lonesome Life (Home Cooking/Collectables)
- 1992 – It’s a Sin to Be Rich (Gitanes Jazz Productions)
- 1993 – Mojo Hand: The Lightnin’ Hopkins Anthology (Rhino Records)
- 1995 – Po’ Lightning
- 1999 – The Very Best of Lightnin’ Hopkins